# Janusz Kowal
Janusz Krzysztof Kowal (ur. 25  lipca 1949 w Krakowie) – polski inżynier, specjalista w zakresie dynamiki maszyn, wibroakustyki i teorii sterowania, profesor nauk technicznych, profesor zwyczajny Akademii Górniczo-Hutniczej im. Stanisława Staszica w Krakowie, prorektor tej uczelni w kadencjach 1999–2002 i 2002–2005.

## Życiorys
W 1973 ukończył studia na Akademii Górniczo-Hutniczej im. Stanisława Staszica w Krakowie. Doktoryzował się w 1982 na uczelni macierzystej w oparciu o pracę pt. Synteza i analiza wybranych układów wibroizolacji sterowanej. Stopień naukowy doktora habilitowanego uzyskał w 1990 na AGH na podstawie przebiegu kolokwium habilitacyjnego i rozprawy Aktywne i semiaktywne metody wibroizolacji układów mechanicznych. Tytuł naukowy profesora otrzymał 21 listopada 1996.
Od studiów związany z Akademią Górniczo-Hutniczą im. Stanisława Staszica w Krakowie, na której doszedł do stanowiska profesora zwyczajnego (2000). W latach 1990–1996 był prodziekanem Wydziału Inżynierii Mechanicznej i Robotyki, a w latach 1996–1999 i 2005–2012 pełnił funkcję dziekana tego wydziału. W latach 1999–2005 był przez dwie kadencje prorektorem AGH do spraw nauki. Ponadto w latach 1994–2015 kierował Katedrą Automatyzacji Procesów. Oprócz pracy na AGH, objął także stanowisko profesora zwyczajnego w Instytucie Politechnicznym Państwowej Wyższej Szkoły Zawodowej im. Stanisława Pigonia w Krośnie.
Specjalizuje się w dynamice maszyn, sterowaniu drganiami, wibroakustyce i sterowaniu w układach mechanicznych. Opublikował ponad 240 prac naukowych, w tym sześć monografii i podręcznik akademicki pt. Podstawy automatyki. Wypromował dziesięciu doktorów nauk technicznych. Został członkiem Komitetu Budowy Maszyn oraz Komitetu Mechaniki Polskiej Akademii Nauk. Wybierany był na członka Centralnej Komisji do Spraw Stopni i Tytułów. 
W 2019 został członkiem Rady Doskonałości Naukowej I kadencji.
Otrzymał tytuł doktora honoris causa Politechniki Lubelskiej (2015), Politechniki Śląskiej (2015), Politechniki Świętokrzyskiej (2016) i Politechniki Białostockiej (2018).
W 2013, za wybitne osiągnięcia w pracy naukowo-badawczej i działalności dydaktycznej, za zasługi na rzecz rozwoju nauki, został odznaczony Krzyżem Kawalerskim Orderu Odrodzenia Polski. Otrzymał też Złoty (2002) i Srebrny (1999) Krzyż Zasługi oraz Medal Komisji Edukacji Narodowej (1999).